# Juan Manuel Cajigal
Juan Manuel Cajigal y Martínez, pronunciato: xwan maˈnwel kaxiˈɣal i ˈniɲo (Cadice, 1757 – Guanabacoa, 1823), è stato un capitano generale spagnolo.

## Biografia
Con oltre due decenni di servizio, Cajigal giunse in Venezuela nel 1799, dove fece parte del Battaglione Veterano di Caracas. Dal 1804 al 1809 fu governatore della Nuova Andalusia (capitale Cumaná) nel Venezuela orientale. Promosso a maresciallo di campo, fu nominato capitano generale del Venezuela nel 1814. Controllò l'avanzata dei fedeli al re guidata da José Tomás Boves, che agiva in maniera indipendente. Cajigal diede le dimissioni in seguito all'arrivo di Pablo Morillo nel 1815, e ripartì per la Spagna l'anno seguente.
Nel 1819 fu nominato capitano generale di Cuba, dove nel 1820 ripristinò la Costituzione spagnola del 1812. Lo stesso anno diede le dimissioni a causa di problemi di salute, e si ritirò a Guanabacoa dove morì nel 1823. Lo zio, il generale Juan Manuel Cagigal y Niño, era amico di Francisco de Miranda ed ufficiale comandante nella battaglia di Pensacola nel corso della guerra d'indipendenza americana. Il matematico venezuelano Juan Manuel Cajigal y Odoardo era suo cugino di primo grado.